# Lữ Thanh Hải
Lữ Thanh Hải (sinh ngày 21 tháng 7 năm 1968) là một chính trị gia người Việt Nam. Ông hiện là Ủy viên Ban Thường vụ Tỉnh ủy Khánh Hòa, Bí thư Đảng ủy phường Nha Trang, nhiệm kỳ 2020-2025. 
Ông lần đầu trúng cử đại biểu Quốc hội năm 2016 ở đơn vị bầu cử số 2, tỉnh Khánh Hòa gồm có thành phố Nha Trang.

## Xuất thân
Lữ Thanh Hải sinh ngày 21 tháng 7 năm 1968 quê quán ở xã Nhơn Phúc, huyện An Nhơn, tỉnh Bình Định. Ông hiện cư trú ở Số 14/8 Đường số 2A, khóm Máy Nước, phường Phước Tân, thành phố Nha Trang, tỉnh Khánh Hòa.

## Giáo dục
- Giáo dục phổ thông: 12/12
- Cử nhân Luật
- Cử nhân Xây dựng Đảng và chính quyền Nhà nước
- Cao cấp lí luận chính trị

## Sự nghiệp
Ông gia nhập Đảng Cộng sản Việt Nam vào ngày 25/8/1999.
Ông từng là Phó Bí thư Đảng ủy, Chủ nhiệm Ủy ban kiểm tra Đảng ủy, Phó Chánh Văn phòng Tỉnh ủy Khánh Hòa; Ủy viên Ban Thường vụ Liên hiệp các tổ chức hữu nghị tỉnh Khánh Hòa, làm việc ở Văn phòng Tỉnh ủy Khánh Hòa.
Tháng 5 năm 2016, ông đã trúng cử đại biểu quốc hội năm 2016 ở đơn vị bầu cử số 2, tỉnh Khánh Hòa gồm có thành phố Nha Trang, được 161.299 phiếu, đạt tỷ lệ 52,87% số phiếu hợp lệ.
Từ tháng 7 năm 2016 đến tháng 8 năm 2020, ông là Tỉnh ủy viên, Phó Trưởng đoàn chuyên trách Đoàn đại biểu Quốc hội tỉnh Khánh Hòa; Ủy viên Ban Thường vụ Liên hiệp các tổ chức hữu nghị tỉnh Khánh Hòa, Ủy viên Ủy ban Về các vấn đề xã hội của Quốc hội (Đại biểu chuyên trách: Địa phương).
Ngày 27-8-2020, ông Nguyễn Khắc Định - Ủy viên Trung ương Đảng, Bí thư Tỉnh ủy Khánh Hòa đã trao Quyết định điều động và chỉ định ông Lữ Thanh Hải - Tỉnh ủy viên, Phó Trưởng Đoàn Đại biểu Quốc hội chuyên trách Đoàn đại biểu Quốc hội tỉnh tham gia Ban Chấp hành Đảng bộ, Ban Thường vụ Đảng ủy và giữ chức Bí thư Đảng ủy Khối Các cơ quan tỉnh, nhiệm kỳ 2020-2025, từ ngày 1-9.
Ngày 14-10-2020, tại Đại hội Đảng bộ tỉnh Khánh Hòa lần thứ XVIII, ông tiếp tục tái cử Ban Chấp hành Đảng bộ tỉnh và được bầu vào Ban Thường vụ Tỉnh ủy khóa XVIII, nhiệm kỳ 2020 - 2025. 
Ngày 9-11-2020, Ban Thường vụ Tỉnh ủy Khánh Hòa phân công ông Lữ Thanh Hải, Bí thư Đảng ủy Khối các cơ quan giữ chức Trưởng ban Nội chính Tỉnh ủy Khánh Hòa.
Ngày 10-11-2022, Ban Thường vụ Tỉnh ủy đã công bố và trao quyết định điều động và chỉ định ông Lữ Thanh Hải - Ủy viên Ban Thường vụ Tỉnh ủy, Trưởng Ban Nội chính Tỉnh ủy tham gia Ban Chấp hành, Ban Thường vụ Thành ủy Cam Ranh, giữ chức vụ Bí thư Thành ủy Cam Ranh nhiệm kỳ 2020 - 2025.